# Филиппов, Евгений Михайлович
Евгений Михайлович Филиппов (21 декабря 1924, Рождественка, Увельский район — 13 августа 2020) — советский и украинский учёный, гидрофизик, профессор, доктор геолого-минералогических наук, заслуженный деятель науки и техники Украины.

## Биография
Родился 21 декабря 1924 года в селе Рождественка Н.-Увельский района Челябинская область на Южном Урале в семье учителей.
Призван 16 сентября 1942 года в РККА, из-за плохого зрения был признан годным к нестроевой службе, служил в 23-м отдельном стрелковом батальоне по сопровождению военных грузов с заводов Южного Урала, в том числе на Сталинградский фронт и в район Курской битвы. Младший инженер-лейтенант. Награждён медалью «За победу над Германией в Великой Отечественной войне 1941—1945 гг.».
Демобилизовался в декабре 1945 году и продолжил учёбу в школе, в следующем году окончил 10 класс и поступил на геофизический факультет Московского геологоразведочного института им. С. Орджоникидзе. Получив в 1952 году диплом с отличием, был зачислен в аспирантуру при кафедре разведочной радиометрии. Под руководством профессора В. И. Баранова подготовил и в 1956 году защитил кандидатскую диссертацию по использованию гамма-излучения радиоактивных препаратов для определения плотностей горных пород (коллекторов нефти и газа) по разрезам буровых скважин.
Был направлен во Всесоюзный НИИ разведочной геофизики в Москве на должность младшего научного сотрудника, в 1958 году перевёлся в Институт геологии и геофизики СО АН СССР в Новосибирске. Занимался разработкой теоретических основ, методики и аппаратуры в области ядерной геофизики. По результатам своих исследований подготовил и в 1962 году издал монографию «Прикладная ядерная геофизика» — первую в мире по этой дисциплине.
В 1965 году защитил докторскую диссертацию. В 1969 году присвоено учёное звание профессора по специальности «геофизика».
С января 1975 года начальник отдела физических полей океана и заведующий лабораторией геофизических методов изучения океана Морского гидрофизического института АН УССР в Севастополе. Разработал методику одновременного определения плотности и солености морских вод, теоретические основы нейтронного и фотонейтронного метода определения содержания в воде хлора, натрия, калия и дейтерия. Участвовал в разработке рентгенорадиометрического метода определения в пробах морской воды концентрации хлора, натрия, калия, брома и стронция.
По совместительству преподавал и вёл научную работу в вузах, читал курсы лекций в Новосибирском и Симферопольском университетах, в Севастопольском национальном университете ядерной энергии и промышленности.

## Награды
- Медаль  За победу над Германией в Великой Отечественной войне 1941—1945 гг., (1945)
- Медаль «В память 800-летия Москвы»
- Юбилейная медаль «Двадцать лет Победы в Великой Отечественной войне 1941—1945 гг.» (1965)
- Юбилейная медаль «За доблестный труд В ознаменование 100-летия со дня рождения Владимира Ильича Ленина», (1970)
- Заслуженный деятель науки и техники Украины (1997).
- Орденом Украины «За мужество» III степени.